# Kvitka (arie protejată)
Kvitka (în ucraineană Квітка, în română Floare) este o arie protejată de importanță locală din raionul Storojineț, regiunea Cernăuți (Ucraina), situată la vest de satul Crăsnișoara Nouă. Este administrată de întreprinderea de stat „Silvicultura Storojineț”.
Suprafața ariei protejate constituie 7,3 hectare, fiind creată în anul 1979 prin decizia comitetului executiv regional. Statutul a fost atribuit conservării unei porțiuni de pădure de fag.